# داريل صبارة
داريل صبارة (بالإنجليزية: Daryl Sabara)‏ مواليد 14 يونيو 1992 في كاليفورنيا، الولايات المتحدة، هو ممثل أمريكي بدأ مسيرته الفنية عام 1996.

## الأعمال
- جيراني من عائلة يامادا
- جزيرة الأحلام المفقودة
- البحث عن نيمو
- أنشودة عيد الميلاد
- ماشيتي
- جون كارتر
- روزويل
- هاوس
- كريمنال مايندز
- ويزردز أوف ويفرلي بليس

## روابط خارجية
- داريل صبارة على موقع IMDb (الإنجليزية)
- داريل صبارة على موقع روتن توميتوز (الإنجليزية)
- داريل صبارة على موقع ألو سيني (الفرنسية)
- داريل صبارة على موقع ميوزك برينز (الإنجليزية)
- داريل صبارة على موقع تيرنر كلاسيك موفيز (الإنجليزية)
- داريل صبارة على موقع أول موفي (الإنجليزية)
- داريل صبارة على موقع قاعدة بيانات الأفلام السويدية (السويدية)
- داريل صبارة على موقع إن إن دي بي (الإنجليزية)
- داريل صبارة على موقع قاعدة بيانات الفيلم (الإنجليزية)
- داريل صبارة على موقع كينوبويسك (الروسية)